# Шатёрничий
Шатёрничий (в старину Бараш) — чин (должность) при великих князьях и царях XVI—XVIII веков.
По своему статусу находился ниже путных ключников. При вступлении в должность шатёрничий давал письменную клятву (припись) на верность царю и его семье. Под его ведомством находилась шатёрная казна, а также уборы Грановитой, Золотой и Ответной палат из комплекса зданий Большого кремлёвского дворца, в связи с царскими выходами и посольскими приёмами. В подчинении находились служители Приказа большого дворца. При выездах царя и членов его семьи, отвечал за установку шатров для их размещения, а в походах для проживания, если не имелись иные помещения.

## Список шатёрничих
| Год упоминания | Фамилия, Имя, Отчество     | Примечания |
| -------------- | -------------------------- | --- |
| 1571           | Петров Василий             | Опричный шатёрничий |
| 1573           | Матвеев Третьяк            | Опричный шатёрничий |
| 1577           | Кокорев Тимофей Иванович   | Упомянут в разрядах Ливонского похода (1577), как Бараш.                                                               |
| 1578           | Извеков Гневаш Яковлевич   | Опричник, упомянут в росписи Ливонского похода (1578).                                                                 |
| 1598-1605      | Жихарев Фёдор              | |
| 1627-1629      | Карбышев Алексей Семёнович | Вотчинник трети села Лобозово с пустошами в Костромском уезде и части сельца Карачуново с деревнями в Луховском уезде. |
| 1629-1640      | Вырубов Никита Иванович    | |
| 1640-1645      | Карбышев Андрей Алексеевич | Вотчинник сельца Никитино с пустошами Суздальского уезда.                                                              |
| 1692           | Кучецкий Иван Авдеевич     | Стряпчий и шатёрничий.                                                                                                 |